# 尼古拉·波德沃伊斯基

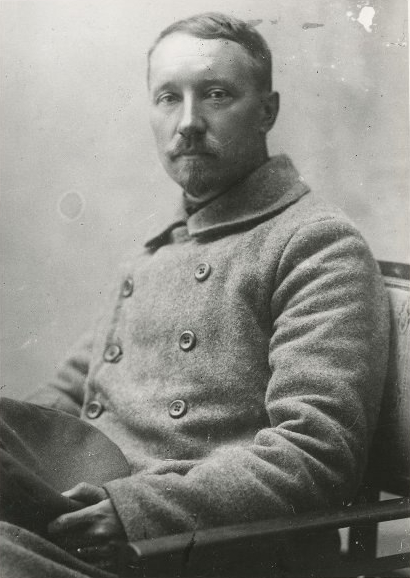
尼古拉·伊里奇·波德沃伊斯基肖像

尼古拉·伊里奇·波德沃伊斯基（俄语：Николай Ильич Подвойский；1880年2月16日—1948年7月28日）是苏联最老的革命党人，策划十月革命的军事三人小组成员，革命成功后历任俄罗斯和乌克兰最高军事领导人，但1920年开始地位不断下降， 从集团军政委到军训部长一路下滑，最后是体委主任，55岁就退休了，安然渡过了肃反和二战。1948年7月28日，68岁的波德沃伊斯基死于家中。曾在1927年电影《十月：震撼世界的十天》出演自己。

## 生平

### 职业革命家
波德沃伊斯基1894年起在切尔尼戈夫的教会学校读书，因参加革命运动，1901年被学校开除，同年加入俄罗斯社会民主工党。1901-1905年就学于雅罗斯拉夫尔市杰米多夫高等法政学校，其间，1904-1905年任布尔什维克大学生委员会主席、俄国社会民主工党雅罗斯拉夫尔市委员会委员。1905年为伊万诺沃-沃兹涅先斯克城纺织工人罢工和工人代表苏维埃的领导人之一，组织了雅罗斯拉夫尔战斗队，在工人与警察发生武装冲突时受重伤。1906-1907年侨居德国和瑞士。返回俄国后，先后在彼得堡、科斯特罗马和巴库等地的布尔什维克组织内工作。因从事革命活动多次被捕。1907-1908年为彼得堡党的合法的“粮食”出版社领导人之一。1910-1914年参加创办《明星报》和《真理报》。1915-1916年任《保险问题》杂志编辑、俄国社会民主工党中央委员会俄国局财政委员会委员。

### 占领冬宫
后参加了1917年二月革命。为俄国社会民主工党（布）第一个合法的彼得格勒委员会委员、彼得格勒苏维埃代表、布尔什维克彼得格勒委员会军事组织领导人。担任过《士兵真理报》、《工人与士兵报》和《士兵报》的编辑。为俄国社会民主工党（布）中央委员会全俄前线与后方军事组织局主席，赤卫军创建人之一。为党的第七次（四月）代表会议和第六次代表大会代表，在第六次代表大会上作了关于军事组织工作的报告。为十月武装起义的积极组织者之一，任彼得格勒革命军事委员会委员、革命军事委员会领导十月武装起义执行局委员和三人作战小组成员。起义期间，任革命军事委员会主席和攻打冬宫的领导人之一。后任彼得格勒军区司令，积极参加平息克伦斯基-克拉斯诺夫叛乱，显示了卓越的组织才能。

### 苏联高级官员
1917年11月-1918年3月任俄罗斯联邦军事人民委员，1918年1月起兼任全俄苏军组建委员会主席。1918年3月起先后任最高军事委员会委员、最高军事监察局主席。1918年9月-1919年7月任共和国革命军事委员会委员，1919年1-9月兼任乌克兰陆海军人民委员。1919年10月-1921年5月任西方面军第7集团军革命军事委员会委员。1920年1-3月任高加索方面军第10集团军革命军事委员会委员。1919-1923年任普及军训部部长兼特种部队司令。对这两个部门的建立及对全体人员的训练和政治教育，做出了巨大贡献。1920-1923年任最高体育委员会主席。1924年起从事党务和苏维埃政府的工作。1935年退休。在党的第十三-十五次代表大会上当选为中央监察委员会委员。获红旗勋章1枚。

## 著作
- 《第一个工人代表苏维埃（1905年的伊万诺沃-沃兹涅先斯克工人代表苏维埃）》，莫斯科1925年版
- 《十月革命时期列宁格勒和莫斯科的赤卫军》，莫斯科-列宁格勒1927年版
- 《列宁在1917年》，莫斯科1957年版
- 《1917年》，莫斯科1958年版